# 에두아르츠 칼닌슈
에두아르츠 칼닌슈(라트비아어: Eduards Kalniņš, 1876년 12월 31일 러시아 제국 플라테레 교구(Plātere) ~ 1964년 5월 28일 미국 할리우드)는 라트비아의 군인이다.
1894년부터 1918년까지 러시아 제국 군대에 복무하면서 1918년부터 1919년 사이에 일어난 라트비아 독립 전쟁에 참전했다. 1926년부터 1928년까지 라트비아 국방부 장관을 역임했고 1935년에 전역했다. 1944년 소련이 라트비아를 점령하면서 스웨덴, 미국으로 이주했다.